# Boy Edgarbrug
De Boy Edgarbrug (brug 1064) is een bouwkundig kunstwerk in Amsterdam-Zuidoost.
Deze vaste brug uit omstreeks 1969 komt in de vorm van een viaduct dan wel tunnel, afhankelijk van het gezichtspunt. Boven de overspanning voert gemotoriseerd verkeer op de Hoogoorddreef; een doorgaande route voor snelverkeer. In de tunnel bevindt zich een uitloper van het Bijlmerplein dat voetgangersgebied is. Een fietspad komend vanuit het zuiden eindigt onder het viaduct. Het bouwwerk draagt bij aan de afhandeling van de gescheiden verkeersstromen in de wijk. Gemotoriseerd verkeer vindt plaats op dijklichamen; langzaam verkeer op maaiveldniveau.
Ontwerper van de brug is Dirk Sterenberg voor de Dienst der Publieke Werken. Hij zou menig kunstwerk voor Amsterdam Zuidoost ontwerpen. Brug 1064 bevindt zich qua uiterlijk in een grote groep gelijksoortige bouwwerken te herkennen aan de brugleuningen, de betonnen randplaten en de specifieke schakelkastjes. Die liet Sterenberg passen binnen het tegelpatroon op de landhoofden.
De brug ging tijdenlang naamloos door het leven. In 2018 vernoemde de gemeente Amsterdam de brug naar jazzmusicus, maar ook huisarts Boy Edgar. Amsterdam kent ook een Boy Edgarstraat in de jazzbuurt in Slotervaart.
Onder en ten zuiden van het viaduct staat het kunstwerk Vogelparade van Ko Aarts en Guido Vlottes.

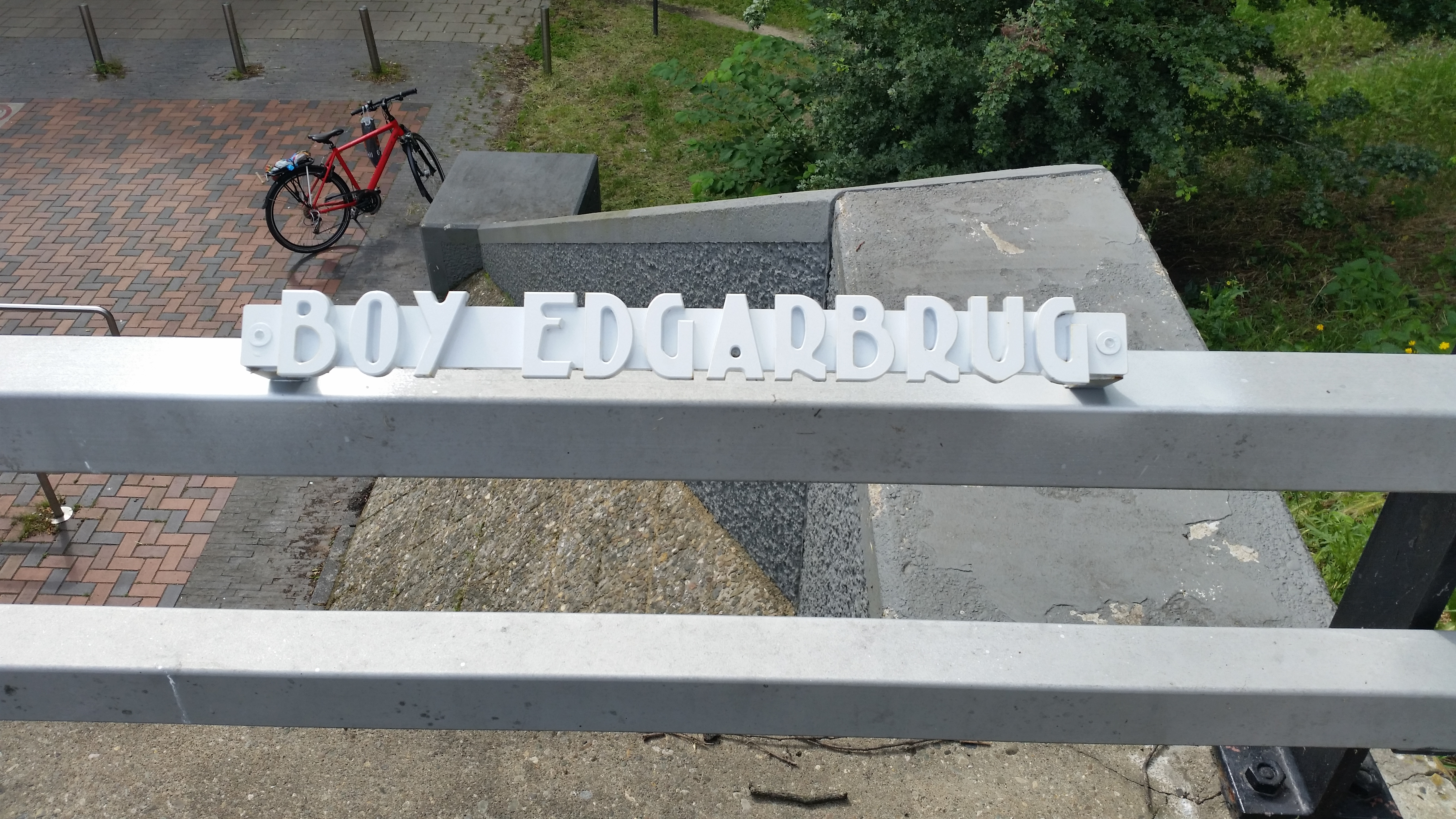
Naamplaat (juli 2020)

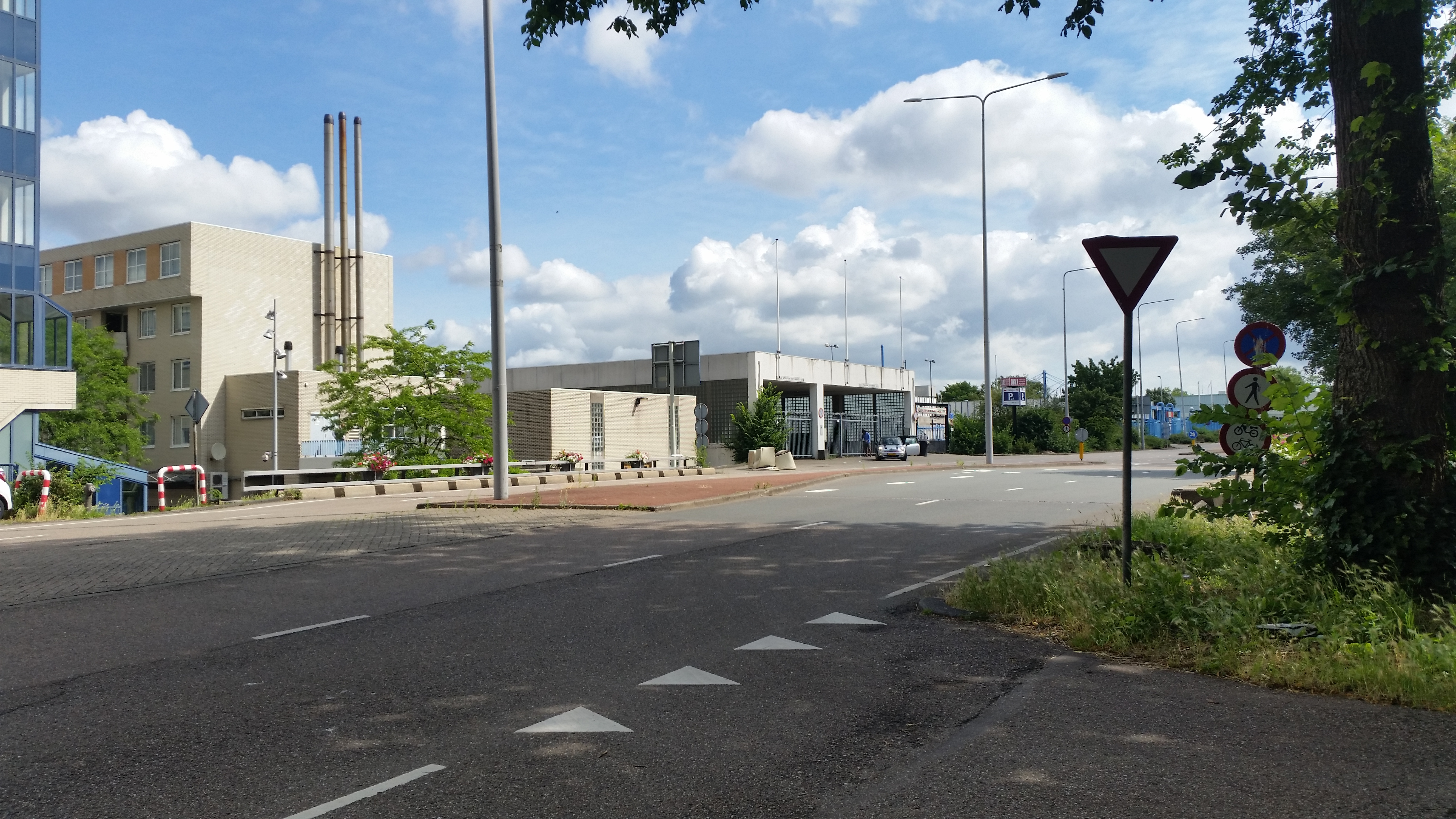
Boy Edgarbrug in de Hoogoorddreef (juli 2020)

<<< · 1000 · 1001 · 1002 · 1003 · 1004 · 1005 · 1006 · 1007 · 1008 · 1009 · 1010 · 1011 · 1012 · 1013 · 1014 · 1018 · 1028 · 1029 · 1030 · 1032 · 1033 · 1034 · 1035 · 1036 · 1037 · 1038 · 1039 · 1040 · 1041 · 1044 · 1045 · 1046 · 1048 · 1049 · 1050 · 1051 · 1062 · 1063 · 1064 · 1065 · 1066 · 1067 · 1076 · 1077 · 1078 · 1083 · 1090 · 1092 · 1093 · 1094 · 1095 · 1096 · 1097 · 1098 · 1099 · >>>
Brugnummers  1015, 1016, 1017, 1019, 1020, 1021, 1022, 1023, 1024, 1025, 1026, 1027, 1031, 1042, 1043, 1047, 1052/1053 (niet gebouwd), 1054, 1055, 1056, 1057, 1058, 1059, 1060, 1061, 1068, 1069-1075, 1079, 1080, 1081, 1082, 1084-1088, 1089 en 1091 (onbekend) zijn niet meer vergeven. De meesten daarvan zijn gesloopt in verband met sanering Zuidoost. Alle bruggen lagen en liggen in Zuidoost behalve bruggen 1000 en 1002.